# Thai AirAsia
Thai AirAsia é uma empresa aérea de baixo custo formada em 2003, da Tailândia. 

## Frota

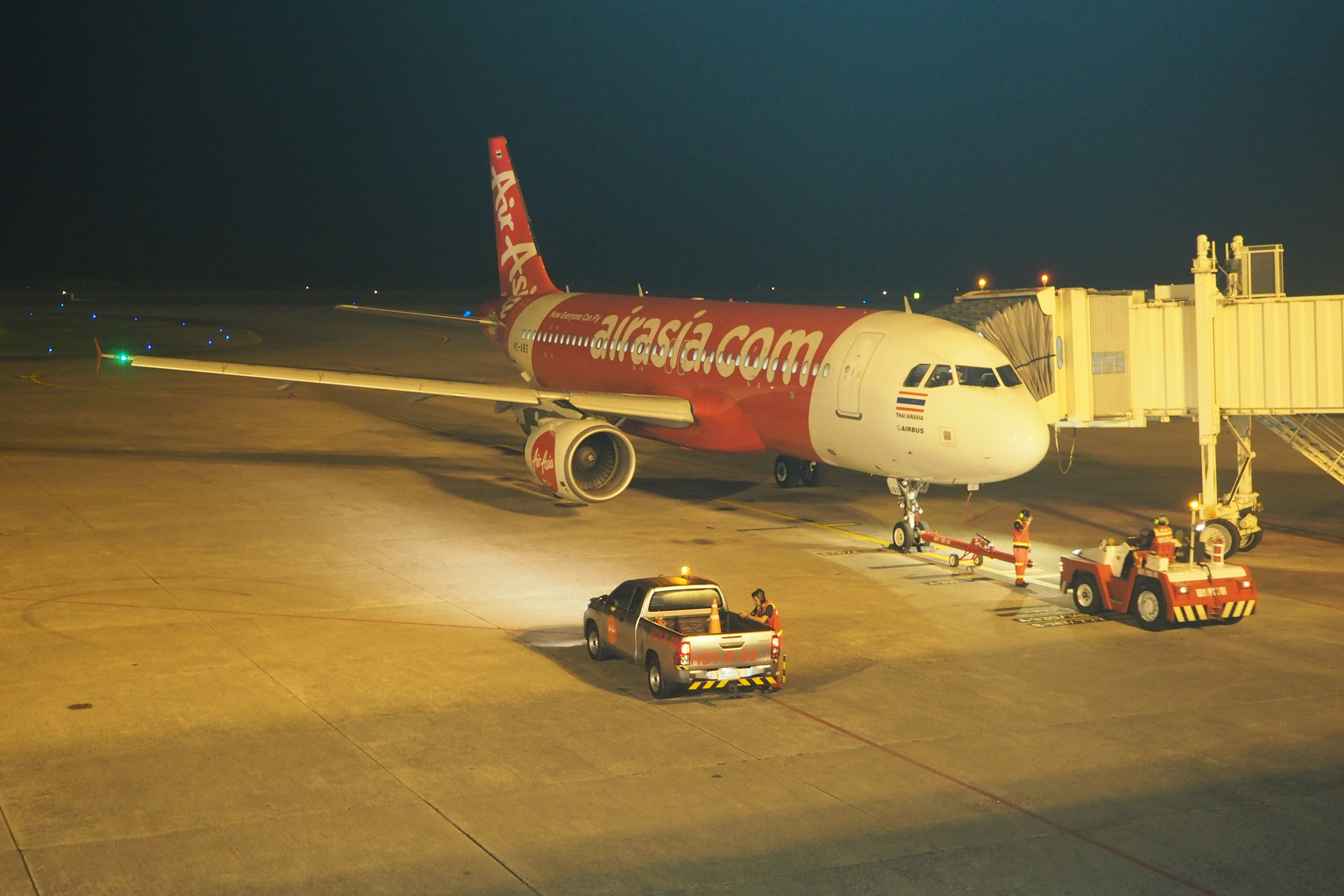
Airbus A320 da Thai Air Asia.

Em novembro de 2017.
- 50 Airbus A320
- 6 Airbus A320neo